# ホウ酸塩
ホウ酸塩（ホウさんえん、英語: borate）とは、ホウ酸 (B(OH)3) の塩、もしくは、ホウ酸が脱水縮合したメタホウ酸やポリホウ酸などの塩を含む総称である。

## 性質

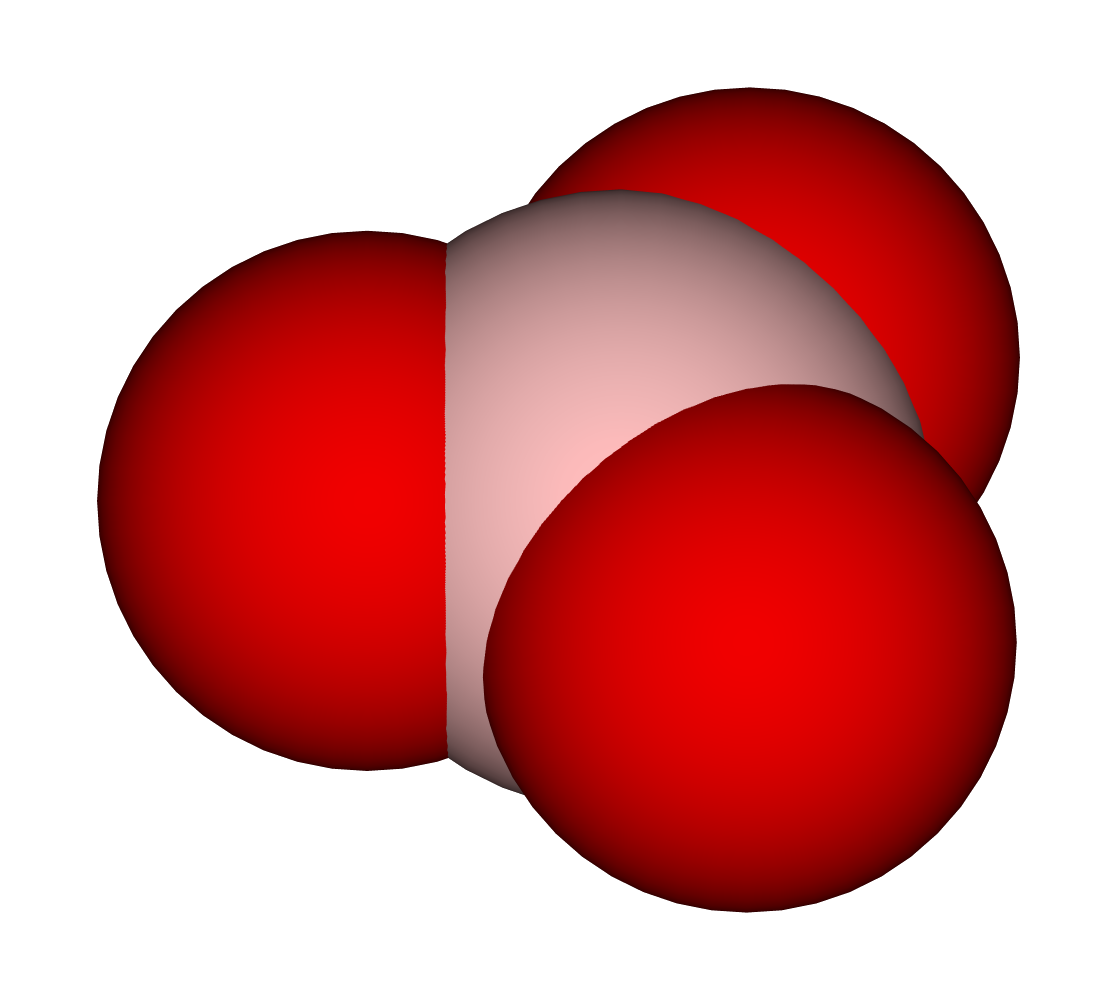
ホウ酸イオンの空間充填モデル。

ホウ酸塩は、多くの組成で存在する。酸性と中性に近いpHにおいては、ホウ酸になり、簡易的には H3BO3 と表される。しかし、より実際の構造に近いホウ酸の示性式は B(OH)3 である。ホウ酸の pKa は25 °Cにおいて、9.14である。ホウ酸は水中では解離しないものの、そのルイス酸としての性質から、水との作用でテトラヒドロキシホウ酸アニオンを形成する。
{\displaystyle {\ce {{B(OH)3}+H2O<=>{B(OH)4^{-}}+H^{+},}}} {\displaystyle {\rm {Ka=5.8\times 10^{-10}mol/l}}} pKa = 9.24
ポリホウ酸アニオンは、pH 7からpH 10で、ホウ素濃度が約0.025 (mol/L)以上に達すると形成される。最も知られている物は四ホウ酸イオンであり、ホウ砂に見られる。
{\displaystyle {\ce {{4B(OH)4^{-}}+2H^{+}<=>{B4O7^{2-}}+9H2O}}}
ホウ酸は典型的な多塩基酸であり、pH の増大に伴い、次第に１つずつ脱プロトンが起こる。まずは、ホウ酸二水素イオン [{\displaystyle {\ce {H2BO3^-}}}]に変わり、さらにpHが上昇すると、ホウ酸水素イオン [{\displaystyle {\ce {HBO3^{2-}}}}]に変わり、特に高いpHではホウ酸イオン [{\displaystyle {\ce {BO3^{3-}}}}] へと変わる。

## ポリホウ酸イオン
ホウ酸は脱水縮合して様々なポリホウ酸や共役塩基を形成する。もっとも、それらの中では、四ホウ酸イオン (B4O72-) が一般的である。この他に、四ホウ酸水素イオンや三ホウ酸イオンそして、五ホウ酸イオンも知られる。それぞれ異なるメタホウ酸イオンは BO2- の経験式を持ち、メタホウ酸化合物を形成する。この化合物の作る無限の網状構造は広範囲に渡り、おそらくこれを超える物はポリケイ酸イオンのみである。

## 主なホウ酸塩
一般的なホウ酸塩としては、メタホウ酸ナトリウム (NaBO2) と四ホウ酸ナトリウム (Na2B4O7) が挙げられる。なお、後者は含水鉱物のホウ砂 ({\displaystyle {\ce {Na2B4O7\cdot 10H2O}}}) が天然に生成する。
また、木材用防腐剤・防蟻剤には八ホウ酸二ナトリウム四水和物、ポリホウ酸ナトリウムが使われる。

### 八ホウ酸二ナトリウム四水和物とポリホウ酸ナトリウム四水和物の違い
八ホウ酸二ナトリウム四水和物の水への溶解度は、20 ℃で9.5％である。ポリホウ酸ナトリウの水への溶解度は、25 ℃で23％である。
八ホウ酸二ナトリウム四水和物23 ℃におけるpH値　8.3（3.0％溶液）、7.6（10.0％溶液）
ポリホウ酸ナトリウムpH値　7.0（16.0％溶液）、6.86（23.0％溶液）
セルロースの難燃剤として古くから使用されている。水への溶解度、難燃付与性能共にポリホウ酸ナトリウムが高い。

## ホウ酸塩鉱物
鉱物学において、ホウ酸塩からなる鉱物をホウ酸塩鉱物（ホウさんえんこうぶつ、英語: borate mineral）と呼ぶ。ホウ酸からプロトンが完全に失われたホウ酸イオンは、BO33-で表される。ホウ酸イオンは、金属イオンと塩を形成する。自然界においてホウ素は一般に、ホウ酸塩鉱物として存在する。例えば、小藤石（Mg3(BO3)2）、ホウ砂（Na2B4O5(OH)4・8H2O）などである。
また、ホウ素はケイ酸塩と結合して形成したホウケイ酸塩鉱物としても存在する。ホウケイ酸塩鉱物の例としては、トルマリンが挙げられる。